# Dobrzyń nad Wisłą (gmina)
Dobrzyń nad Wisłą est une gmina mixte du powiat de Lipno, Couïavie-Poméranie, dans le centre-nord de la Pologne. Son siège est la ville de Dobrzyń nad Wisłą, qui se situe environ 26 km au sud-est de Lipno et 65 km au sud-est de Toruń.
La gmina couvre une superficie de 115,44 km2 pour une population de 7 943 habitants.

## Géographie
La gmina est bordée par les villes de Brudzeń Duży, Gozdowo, Sierpc, Skępe et Tłuchowo.